# Jürgen von Kamptz
Jürgen von Kamptz, född 11 augusti 1891 i Aurich, död 12 augusti 1954 i Roisdorf, var en tysk SS-Obergruppenführer och general i polisen. Han var under andra världskriget befälhavare för Ordnungspolizei i Böhmen-Mähren (1939–1941), Norge (1943) och Italien (1943–1945).